# Гиряві Ісківці
Гиряві І́сківці — село в Україні, у Лохвицькій міській громаді Миргородського району Полтавської області. Населення становить 1040 осіб. До 2020 року орган місцевого самоврядування — Гирявоісковецька сільська рада.

## Населення

### Мова
Розподіл населення за рідною мовою за даними :
| Мова       | Кількість | Відсоток |
| ---------- | --------- | -------- |
| українська | 1004      | 96.54%   |
| російська  | 30        | 2.88%    |
| вірменська | 6         | 0.58%    |
| Усього     | 1040      | 100%     |

## Географія
Село Гиряві Ісківці знаходиться на лівому березі річки Сула, вище за течією на відстані 1,5 км розташоване село Лука, нижче за течією на відстані 2,5 км розташоване село Млини, на протилежному березі — село Яшники. Річка в цьому місці звивиста, утворює лимани, стариці та заболочені озера.
Поруч проходять автомобільні дороги Т 1705 та Р60.

## Історія
12 червня 2020 року, відповідно до розпорядження Кабінету Міністрів України № 721-р «Про визначення адміністративних центрів та затвердження територій територіальних громад Полтавської області», село увійшло до складу Лохвицької міської громади.
19 липня 2020 року, в результаті адміністративно - територіальної реформи та ліквідації Лохвицького району, село увійшло до складу новоутвореного Миргородського району Полтавської області.

## Економіка
- Молочно-товарна ферма;
- «Світанок», ПП;
- «Перемога-Плюс», ТОВ.

## Об'єкти соціальної сфери
- Школа.
- Будинок культури.

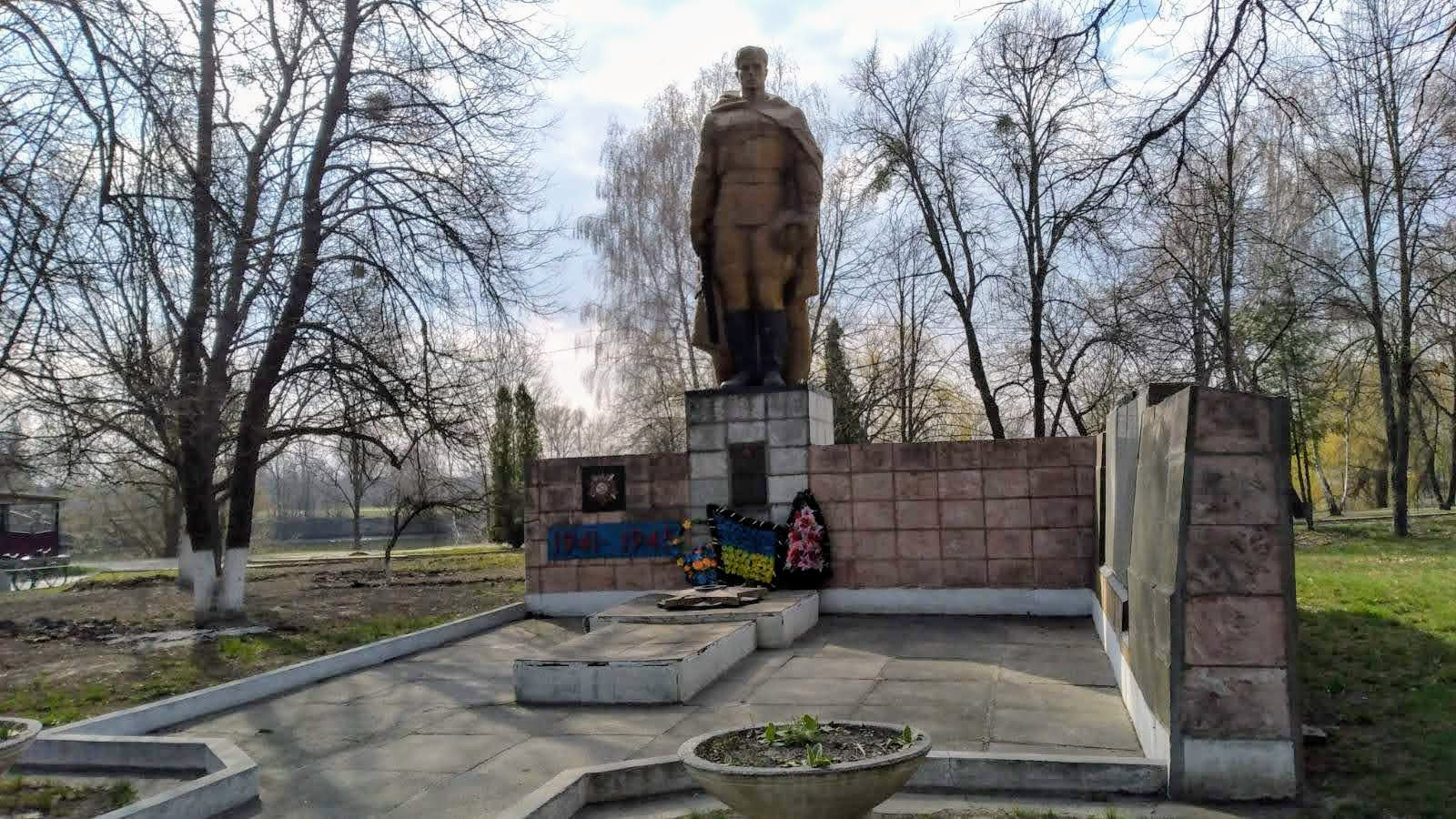
Братська могила радянських воїнів
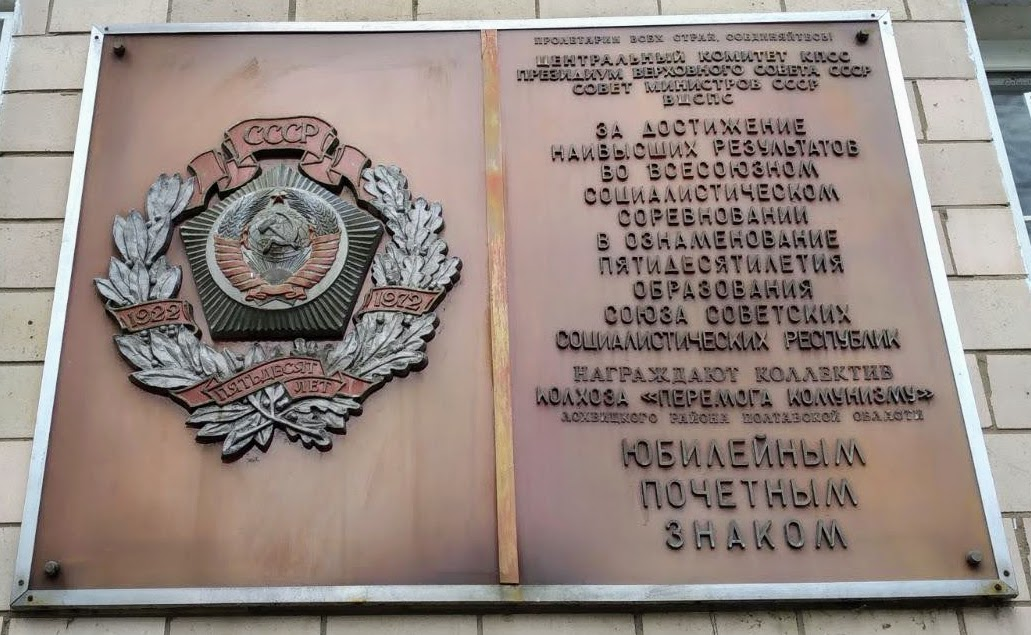
Місцевий колгосп був нагороджений ювілейним почесним знаком

## Пам'ятки
Неподалік від села Гиряві Ісківці розташований гідрологічний заказник «Середньосульський».

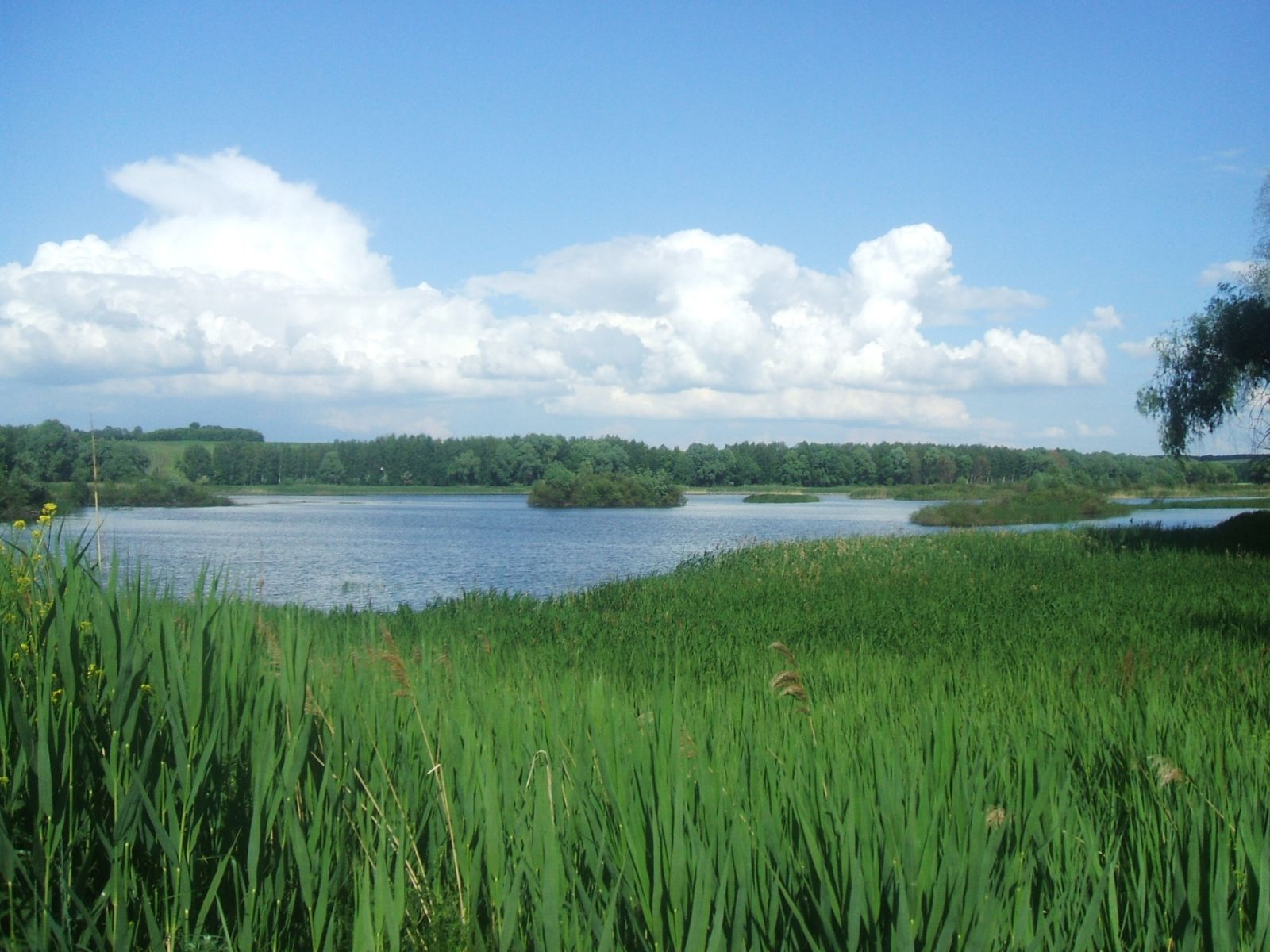
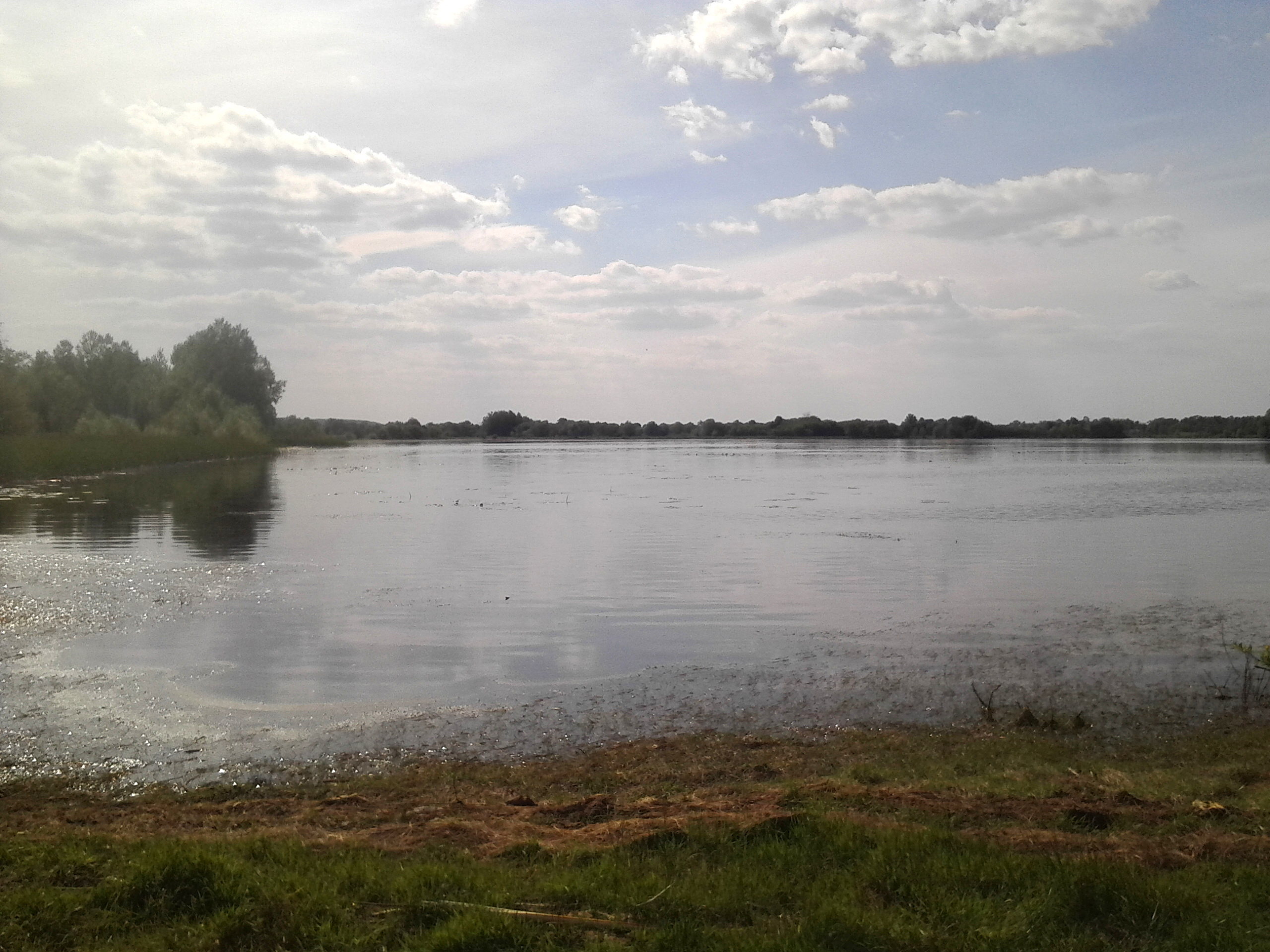
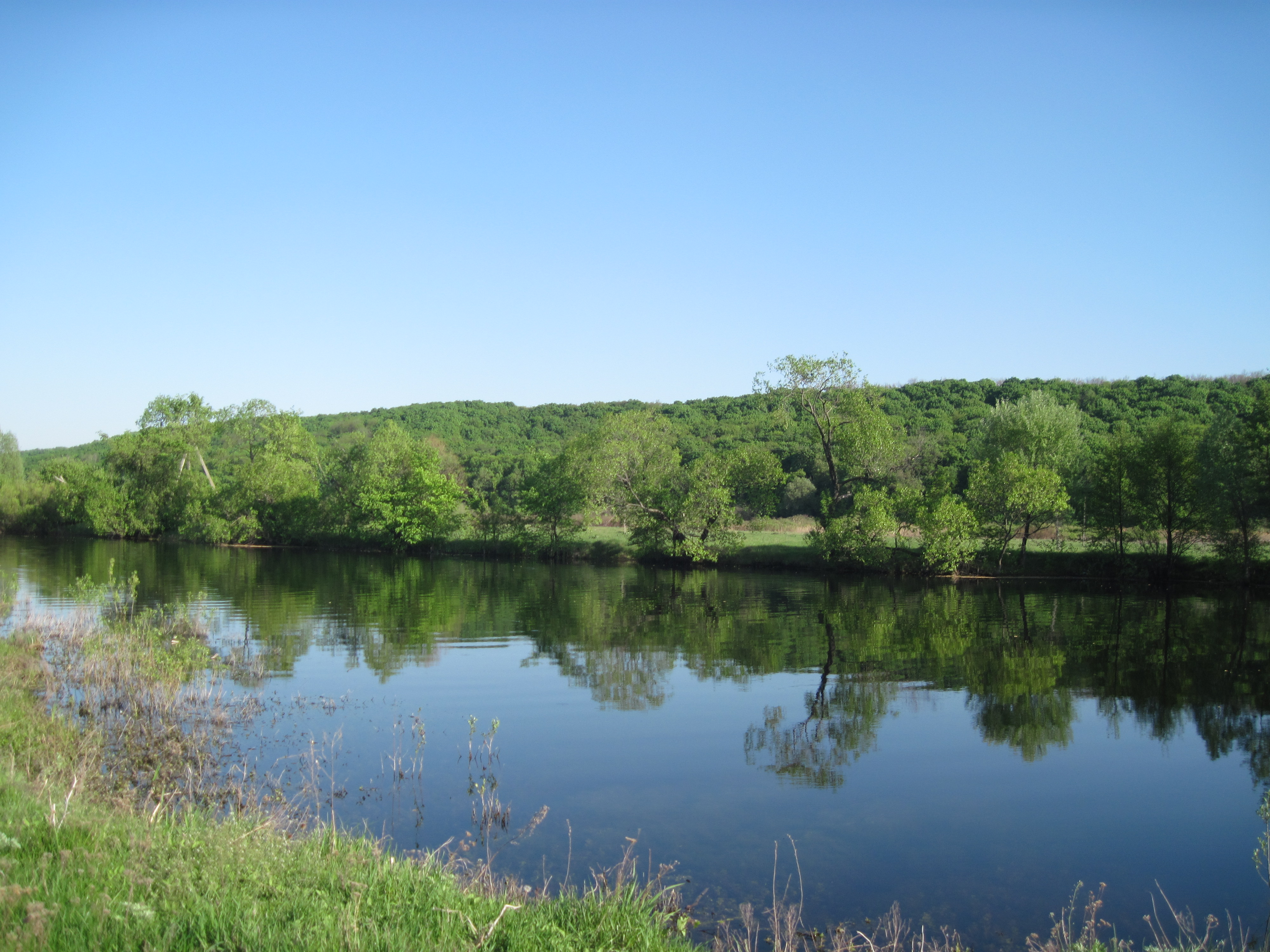
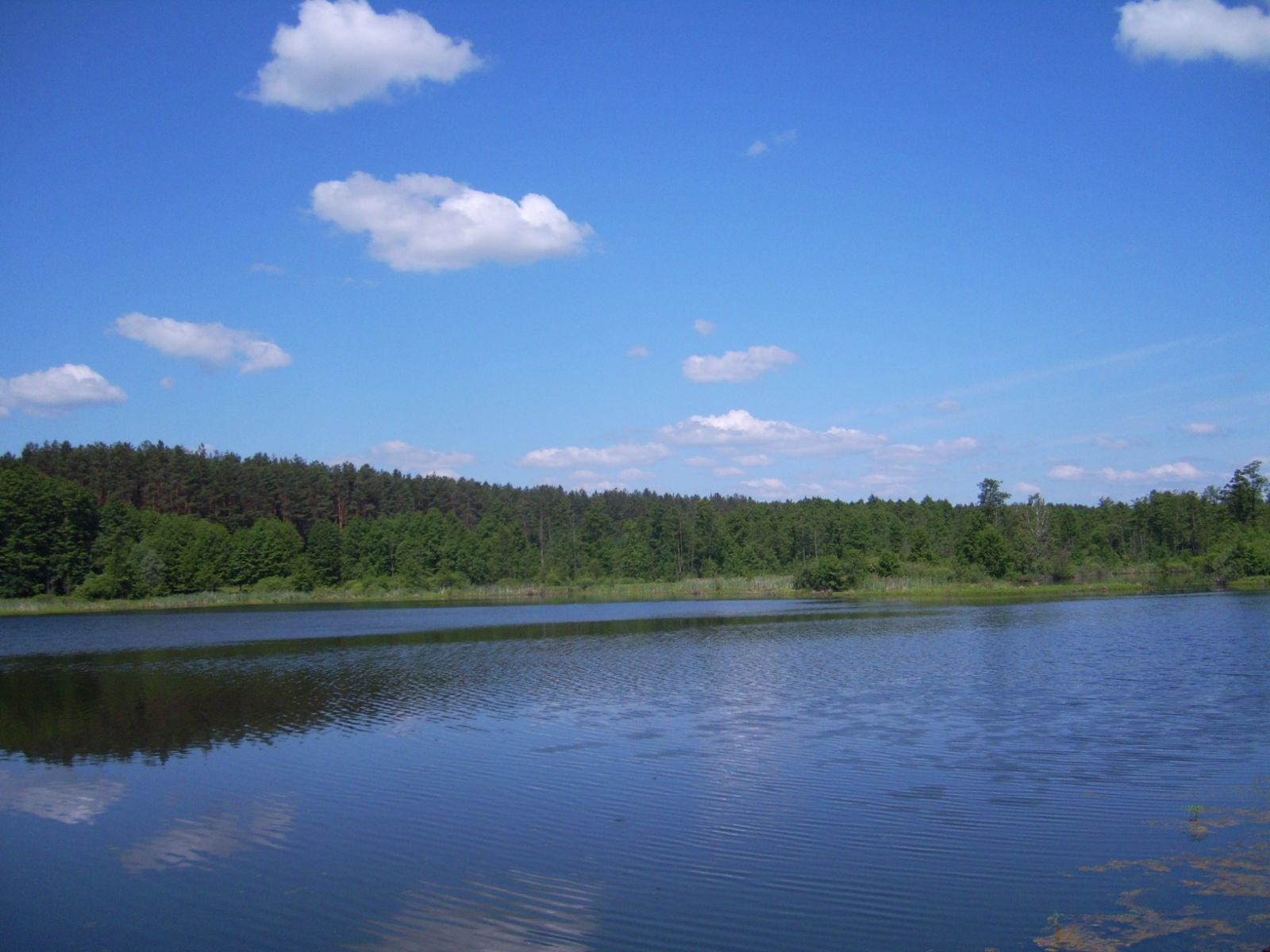
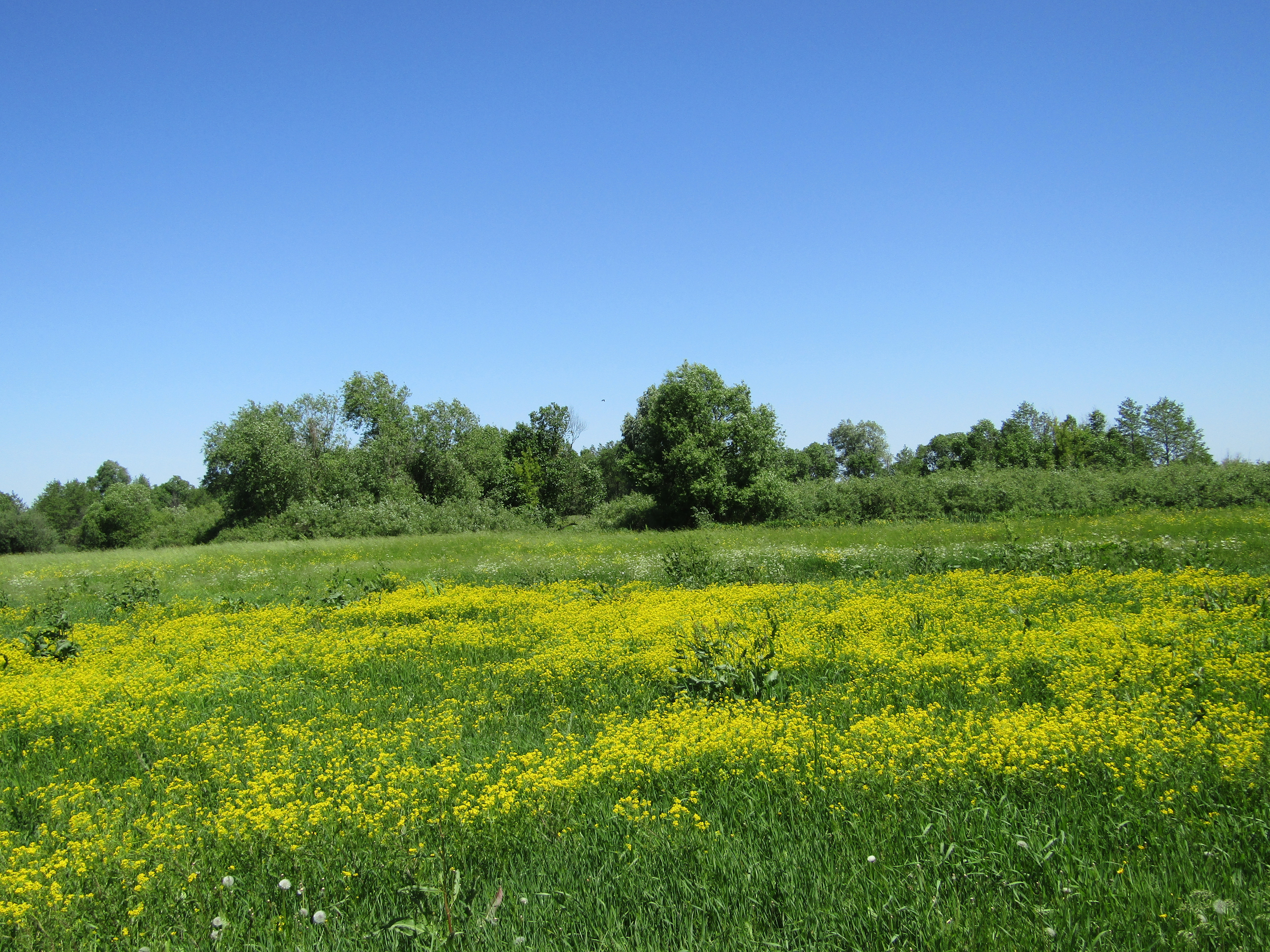
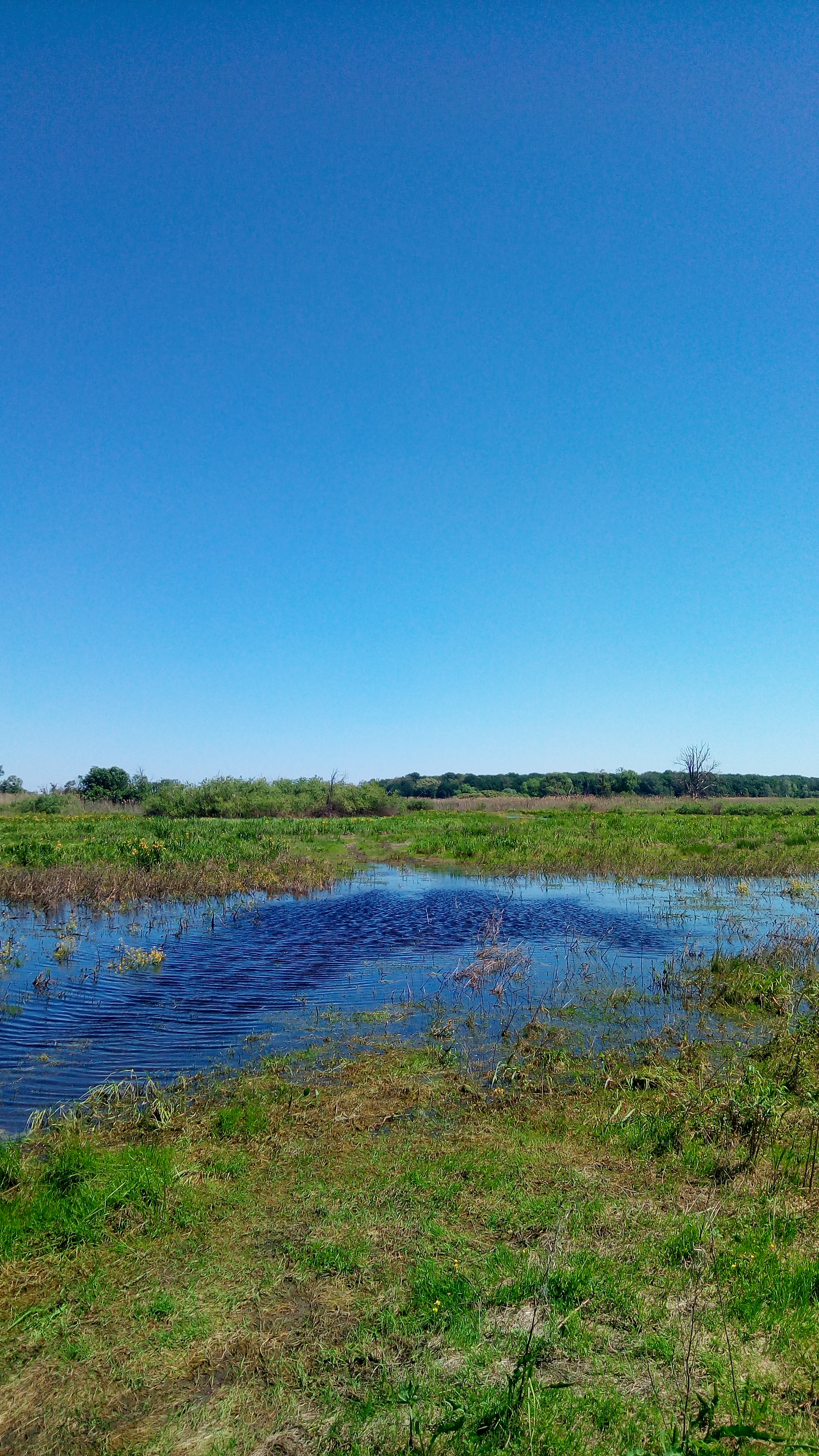
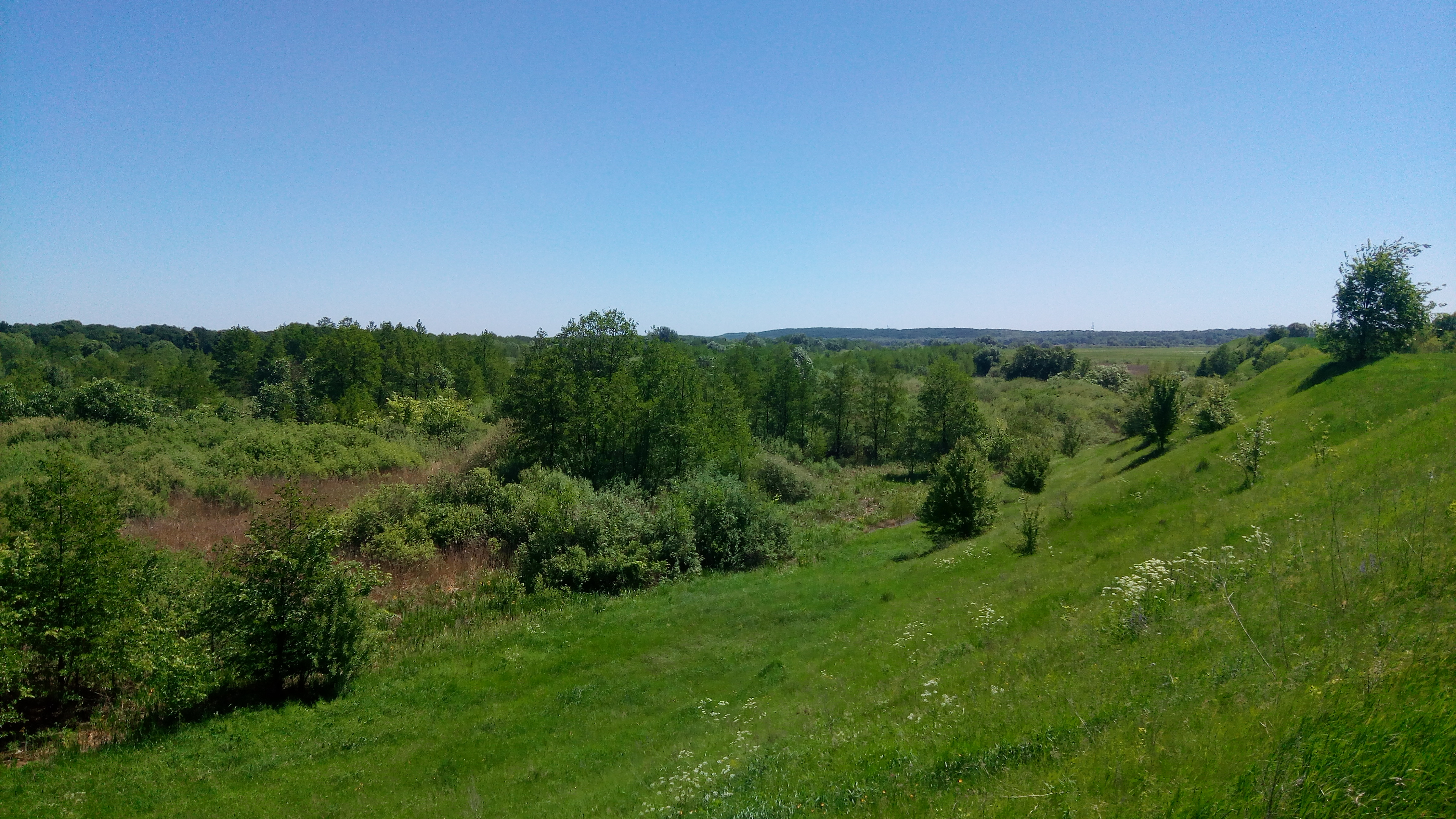
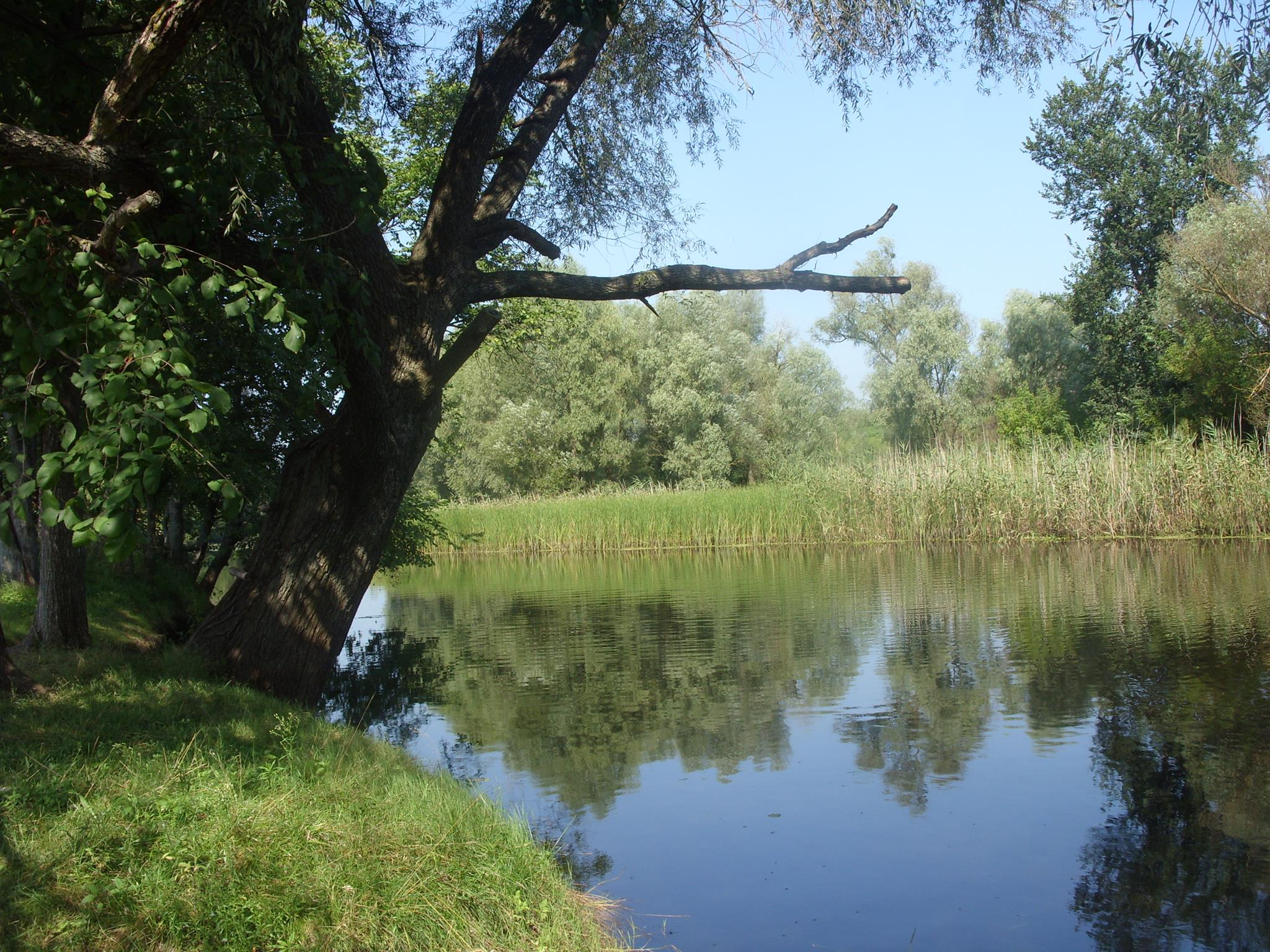

## Відомі люди

### Народились
- Юрченко Микола Тимофійович — український радянський діяч, голова колгоспу, Герой Соціалістичної Праці. Депутат Верховної Ради УРСР 9-11-го скликань.